# デン・ヘルダー
デン・ヘルダー（オランダ語: Den Helder [dɛn ˈɦɛldər] ( 音声ファイル)）は、オランダの北ホラント州にある基礎自治体（ヘメーンテ）、都市。デン・ヘルデルとも表記される。北ホラント半島の先端を占め、海軍の重要な基地が置かれている。
デン・ヘルダー駅とデン・ヘルダー・ザイト駅の二つの鉄道駅があり、フリースラント諸島のテセル島との間にはロイヤルTESOというフェリーが就航している。2008年にはこの地を舞台にした同名の映画がヨリエン・ファン・ネス監督のもと作成された。

## 地区
デン・ヘルダー基礎自治体はデン・ヘルダー、ハイスドゥイネン、ユリアーナドルプの各市町村とフリーセ・ブルート、デ・コーイーの村落から成り、そのデン・ヘルダー市は主にオールト・デン・ヘルダー、ニーウ＝デン・ヘルダー、デ・スホーテンの三区から成る。ニーウ＝デン・ヘルダーは第二次世界大戦後の1950年代に住宅地として造成され、デ・スホーテンは1960年代に造成された。

## 歴史
元々はハイスドゥイネンが市街地で、ヘルダーそのものはその近郊に位置する寒村でしかなかった。北ホラント半島の先端という戦略上重要な地点にあることから、一帯には複数の要塞が築かれた。敵の艦船がゾイデル海に入港するのを阻止するために築かれた「地獄のような」要塞から、一帯はHelledore（地獄の扉 の意）と呼ばれるようになった。そのほか、ヘルダーの語源としては丘陵を意味するHelle、Heldeから来た説、砂の稜線という意味のHelreから来た説がある。
デン・ヘルダーはオランダの「船の町」として重要な役割を果たした。オランダ黄金時代にはデン・ヘルダーの近郊で多くの艦船が建造され、世界の海に出ていった。1877年に建造されたランゲ・ヤープ灯台は、鋳鉄製のものではヨーロッパで二番目に高い63.45mの高さを誇る。

## 海軍基地
デル・ヘンダーには18世紀から海軍基地が置かれている。1799年8月にはイギリスとロシアの連合侵略軍がデン・ヘルダーに上陸し、バタヴィア共和国海軍兵を捕虜にした（カストリウムの戦い）。1811年にデン・ヘルデルを訪れたフランスのナポレオン・ボナパルトはこの立地に着目し、この地に砦（Kijkduin）と海軍造船所（Willemsoord）を建設するよう命じた。ドックも1813年から27年にかけて建造され、1947年にオランダ海軍の拠点になった。デン・ヘルダーにはオランダ海軍大学やオランダ海軍博物館も設けられている。
ナポレオンが建設を命じた古い造船所は市街の北に位置していたが、現在ではレストラン、映画館などの娯楽施設になっている。海軍施設は後に東へ移転した。
|  |  |

## 気候
北海に突き出した北ホラント半島の先端に位置するため、気候も海の影響を色濃く受けており、オランダで最も日照時間が長い都市でもある。
| デン・ヘルダーの1971年から2000年にかけての気候                                                                        | デン・ヘルダーの1971年から2000年にかけての気候 | デン・ヘルダーの1971年から2000年にかけての気候 | デン・ヘルダーの1971年から2000年にかけての気候 | デン・ヘルダーの1971年から2000年にかけての気候 | デン・ヘルダーの1971年から2000年にかけての気候 | デン・ヘルダーの1971年から2000年にかけての気候 | デン・ヘルダーの1971年から2000年にかけての気候 | デン・ヘルダーの1971年から2000年にかけての気候 | デン・ヘルダーの1971年から2000年にかけての気候 | デン・ヘルダーの1971年から2000年にかけての気候 | デン・ヘルダーの1971年から2000年にかけての気候 | デン・ヘルダーの1971年から2000年にかけての気候 | デン・ヘルダーの1971年から2000年にかけての気候 |
| 月 | 1月                                            | 2月                                            | 3月                                            | 4月                                            | 5月                                            | 6月                                            | 7月                                            | 8月                                            | 9月                                            | 10月                                           | 11月                                           | 12月                                           | 年                                             |
| --- | ---------------------------------------------- | ---------------------------------------------- | ---------------------------------------------- | ---------------------------------------------- | ---------------------------------------------- | ---------------------------------------------- | ---------------------------------------------- | ---------------------------------------------- | ---------------------------------------------- | ---------------------------------------------- | ---------------------------------------------- | ---------------------------------------------- | ---------------------------------------------- |
| 最高気温記録 °C （°F）                                                                                                | 13.3 (55.9)                                    | 14.9 (58.8)                                    | 20.5 (68.9)                                    | 27.9 (82.2)                                    | 28.6 (83.5)                                    | 31.7 (89.1)                                    | 31.7 (89.1)                                    | 33.8 (92.8)                                    | 28.5 (83.3)                                    | 24.2 (75.6)                                    | 17.6 (63.7)                                    | 13.8 (56.8)                                    | 33.8 (92.8)                                    |
| 平均最高気温 °C （°F）                                                                                                | 5.2 (41.4)                                     | 5.2 (41.4)                                     | 7.9 (46.2)                                     | 10.7 (51.3)                                    | 14.9 (58.8)                                    | 17.4 (63.3)                                    | 19.7 (67.5)                                    | 20.2 (68.4)                                    | 17.6 (63.7)                                    | 13.7 (56.7)                                    | 9.3 (48.7)                                     | 6.6 (43.9)                                     | 12.4 (54.3)                                    |
| 日平均気温 °C （°F）                                                                                                  | 3.2 (37.8)                                     | 3.0 (37.4)                                     | 5.2 (41.4)                                     | 7.6 (45.7)                                     | 11.6 (52.9)                                    | 14.2 (57.6)                                    | 16.6 (61.9)                                    | 16.9 (62.4)                                    | 14.5 (58.1)                                    | 11.0 (51.8)                                    | 7.1 (44.8)                                     | 4.6 (40.3)                                     | 9.6 (49.3)                                     |
| 平均最低気温 °C （°F）                                                                                                | 0.8 (33.4)                                     | 0.6 (33.1)                                     | 2.5 (36.5)                                     | 4.4 (39.9)                                     | 8.2 (46.8)                                     | 10.9 (51.6)                                    | 13.3 (55.9)                                    | 13.5 (56.3)                                    | 11.2 (52.2)                                    | 8.0 (46.4)                                     | 4.5 (40.1)                                     | 2.3 (36.1)                                     | 6.7 (44.1)                                     |
| 最低気温記録 °C （°F）                                                                                                | −12.5 (9.5)                                    | −12.7 (9.1)                                    | −9.8 (14.4)                                    | −4.8 (23.4)                                    | 0.5 (32.9)                                     | 3.2 (37.8)                                     | 8.4 (47.1)                                     | 6.6 (43.9)                                     | 4.4 (39.9)                                     | −2.5 (27.5)                                    | −6.4 (20.5)                                    | −10.9 (12.4)                                   | −12.7 (9.1)                                    |
| 降水量 mm （inch） | 64 (2.52)                                      | 40 (1.57)                                      | 54 (2.13)                                      | 35 (1.38)                                      | 42 (1.65)                                      | 53 (2.09)                                      | 56 (2.2)                                       | 60 (2.36)                                      | 87 (3.43)                                      | 90 (3.54)                                      | 92 (3.62)                                      | 71 (2.8)                                       | 743 (29.25)                                    |
| 平均月間日照時間 | 71                                             | 96                                             | 143                                            | 201                                            | 220                                            | 245                                            | 231                                            | 218                                            | 155                                            | 131                                            | 72                                             | 63                                             | 1,846                                          |
| 出典：knmi.nl (Klimaatatlas van Nederland, normaalperiode 1971–2000, ISBN 90389 1191 2 KNMI NLweer.com September 2009 |                                                |                                                |                                                |                                                |                                                |                                                |                                                |                                                |                                                |                                                |                                                |                                                |                                                |

## 行政
デン・ヘルダー市議会の定数は31議席で、2010年3月4日現在の党派別勢力分野は次の通り。
- 自由民主国民党 - 5議席
- オランダの誇り - 5議席
- 民主66 - 4議席
- 労働党 - 4議席
- キリスト教民主アピール - 3議席
- 社会党 - 3議席
- デン・ヘルダー都市党 - 3議席
- キリスト教連盟 - 2議席
- 緑の党 - 1議席
- よい統治を行うプリンス - 1議席

## 出身有名人
- ドルス・リーカース - 救命ボートの船長
- エドワード・W・ボク - オランダ系アメリカ人の編集者、ピューリッツァー賞受賞者
- アントン・ピーク - 画家
- フレ・ブラウヴェンステイン - オペラ歌手
- フランス・ファン・アンラート - サッダーム・フセインへ化学兵器の原料を売りつけたビジネスマン
- ヘーラルト・トホーフト - 物理学者、1999年のノーベル物理学賞受賞者
- エッド・ナイペルス - 元住宅・空間計画・環境大臣、元ブレダ市長
- スウェン・ネイター - バスケットボール選手
- ポール・ローゼンメラー - 政治家、ジャーナリスト。緑の党元党首
- ハンス・スミッツ - 水球選手
- マーティン・オール - ホッケー選手
- ライクマン・グローニンク - ABNアムロ銀行の最高経営責任者（CEO）
- エディス・ボッシュ - 柔道の世界チャンピオン、オリンピック銀、銅メダリスト
- メノ・デ・ヨング - DJ